# Prairie City (Iowa)
Prairie City ist eine Kleinstadt (mit dem Status „City“) im Jasper County im US-amerikanischen Bundesstaat Iowa. Das U.S. Census Bureau hat bei der Volkszählung 2020 eine Einwohnerzahl von 1.700 ermittelt.
Prairie City ist Bestandteil der Metropolregion um Iowas Hauptstadt Des Moines.

## Geografie
Prairie City liegt im südöstlichen Zentrum Iowas, im östlichen Vorortbereich von Des Moines. Die Stadt liegt 130 km nördlich der Grenze Iowas zu Missouri. Rund 210 km östlich bildet der Mississippi die Grenze zu Illinois, während der Missouri River rund 240 km westlich die Grenze zu Nebraska bildet.
Die geografischen Koordinaten von Prairie City sind 41°35′58″ nördlicher Breite und 93°14′07″ westlicher Länge. Die Stadt erstreckt sich über eine Fläche von 3,13 km² und ist die größte Ortschaft innerhalb der Des Moines Township. Ein kleiner Teil der Stadt erstreckt sich bis in die nordöstlich benachbarte Mound Prairie Township.
Nachbarorte von Prairie City sind Colfax (9,8 km nördlich), Newton (16,8 km nordöstlich), Reasnor (19,6 km östlich), Monroe (15,1 km südöstlich), Runnells (19,6 km südwestlich), Pleasant Hill (25,1 km westlich) und Mitchellville (18 km nordwestlich).
Das Stadtzentrum von Des Moines liegt 33 km westlich. Die nächstgelegenen weiteren größeren Städte sind die Twin Cities (Minneapolis und St. Paul) in Minnesota (419 km nördlich), Rochester in Minnesota (336 km nordnordöstlich), Waterloo (168 km nordöstlich), Cedar Rapids (162 km ostnordöstlich), Iowas frühere Hauptstadt Iowa City (154 km östlich), die Quad Cities in Iowa und Illinois (238 km in der gleichen Richtung), Chicago in Illinois (506 km ebenfalls östlich), Peoria in Illinois (390 km ostsüdöstlich), Illinois’ Hauptstadt Springfield (446 km südöstlich), St. Louis in Missouri (514 km südsüdöstlich), Columbia in Missouri (355 km südlich), Kansas City in Missouri (344 km südsüdwestlich), Nebraskas größte Stadt Omaha (254 km westsüdwestlich), Nebraskas Hauptstadt Lincoln (333 km in der gleichen Richtung), Sioux City (336 km westnordwestlich) und South Dakotas größte Stadt Sioux Falls (469 km nordwestlich).

## Verkehr
Der zum Freeway ausgebaute Iowa Highway 163 bildet die südliche und südwestliche Umgehungsstraße von Prairie City. Der in Nord-Süd-Richtung verlaufende Iowa Highway 117 führt als Hauptstraße durch das Stadtzentrum und mündet an seinem südlichen Endpunkt in den IA 163. Alle weiteren Straßen sind untergeordnete Landstraßen, teils unbefestigte Fahrwege sowie innerörtliche Verbindungsstraßen.
Eine von Des Moines zum Mississippi führende Bahnlinie der Iowa Interstate Railroad (IAIS) verläuft durch das Stadtgebiet von Prairie City.
Mit dem Newton Municipal Airport befindet sich 27 km ostnordöstlich ein kleiner Flugplatz. Der nächste Verkehrsflughafen ist der 48 km westsüdwestlich gelegene Des Moines International Airport.

## Bevölkerung
Nach der Volkszählung im Jahr 2010 lebten in Prairie City 1680 Menschen in 631 Haushalten. Die Bevölkerungsdichte betrug 536,7 Einwohner pro Quadratkilometer. In den 631 Haushalten lebten statistisch je 2,61 Personen.
Ethnisch betrachtet setzte sich die Bevölkerung zusammen aus 96,4 Prozent Weißen, 0,5 Prozent Afroamerikanern, 0,2 Prozent amerikanischen Ureinwohnern, 1,0 Prozent Asiaten, 0,1 Prozent Polynesiern sowie 0,7 Prozent aus anderen ethnischen Gruppen; 1,2 Prozent stammten von zwei oder mehr Ethnien ab. Unabhängig von der ethnischen Zugehörigkeit waren 1,5 Prozent der Bevölkerung spanischer oder lateinamerikanischer Abstammung.
31,1 Prozent der Bevölkerung waren unter 18 Jahre alt, 56,5 Prozent waren zwischen 18 und 64 und 12,4 Prozent waren 65 Jahre oder älter. 52,4 Prozent der Bevölkerung waren weiblich.
Das mittlere jährliche Einkommen eines Haushalts lag bei 52.279 USD. Das Pro-Kopf-Einkommen betrug 24.275 USD. 9,7 Prozent der Einwohner lebten unterhalb der Armutsgrenze.